# Кунашак (селище залізничної станції)
Кунашак (рос. Кунашак) — селище залізничної станції у Кунашацькому районі Челябінської області Російської Федерації.
Входить до складу муніципального утворення Кунашакське сільське поселення. Населення становить 67 осіб (2010).

## Історія
Від 1930 року належить до Кунашацького району, спочатку в складі Башкирської АРСР, а відтак Челябінської області.
Згідно із законом від 12 листопада 2004 року органом місцевого самоврядування є Кунашакське сільське поселення.

## Населення
| 2002 | 2010 |
| ---- | ---- |
| 57   | ↗67  |